# 侵略 (映画)

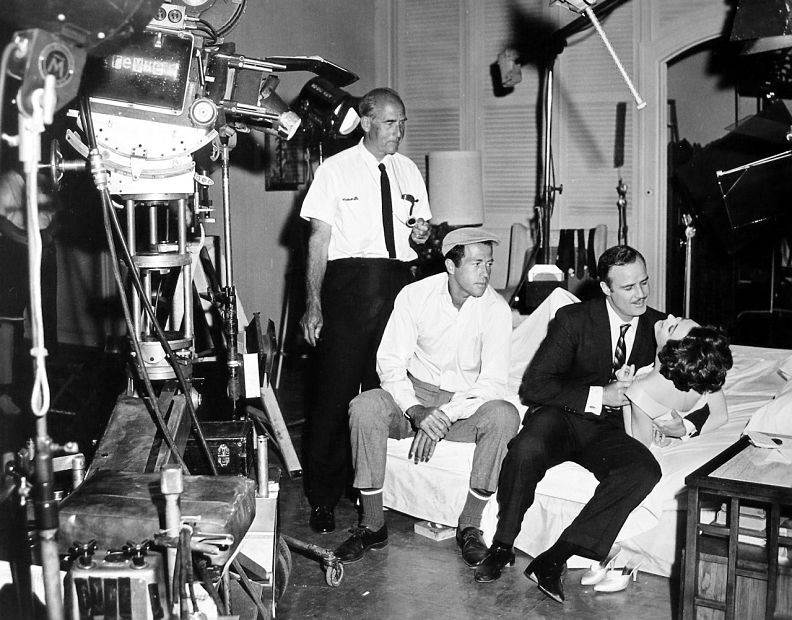
撮影現場

『侵略』（The Ugly American）は1963年のアメリカ合衆国の映画。1958年の小説『醜いアメリカ人』に基づいて映画化している。主演はマーロン・ブランド。

## ストーリー
東南アジアの王国サルカンは、アメリカが支援する南サルカンと、共産圏にある北サルカンの二つに分かれていた。マックホワイトはアメリカ大使として妻のマリオンとともに現地入りし、旧友のデオンと再会する。デオンンはアメリカが南サルカンに自由道路を建設することが、クェン・サイ首相の掲げる独占資本主義を利するとして、道路の建設に反対していた。マックホワイトは共産党の中枢に狙いを定めるため、首相に自由道路を北に作ってくれと頼み、しくじってもアメリカ軍が助けてくれるという約束を取り付ける形で同意してもらった。官邸に仕込んだ隠しマイクからその情報を得た共産党はディオンにマックホワイトの計画を伝える。ディオンは他の勢力や北サルカン軍が介入しないという条件で共産党へ協力した。
その後、ディオンの兵が武装蜂起を起こしたほか、共産党もデオンを裏切る。さらに共産党はデオンを殺して、その後釜にムンサンを据えようと画策する。そして、共産党から送り込まれたサワドはデオンの腹心として取り入り、ついに彼を暗殺する。死の間際、デオンはマックホワイトの前でムンサンを帝国主義者と呼び、首相と協力して憲法の制定や道路の建設をするよう言い残す。

## キャスト
| 役名           | 俳優                     | 日本語吹替 |
| -------------- | ------------------------ | ---------- |
| マックホワイト | マーロン・ブランド       | 山内雅人   |
| デオン         | 岡田英次                 | 岡田英次   |
| マリオン       | サンドラ・チャーチ       | 翠準子     |
| ホーマー       | パット・ヒングル         | 千葉順二   |
| グレインジャー | アーサー・ヒル           | 加藤精三   |
| エマ           | ジョスリン・ブランド     | 坂本和子   |
| クウェン首相   | ククリット・プラーモート | 北山年夫   |
| ジョー         | ジャドソン・プラット     |            |
| ラチャニ       | レイコ・佐藤             |            |
| ムンサン       | ジョージ・シバタ         |            |

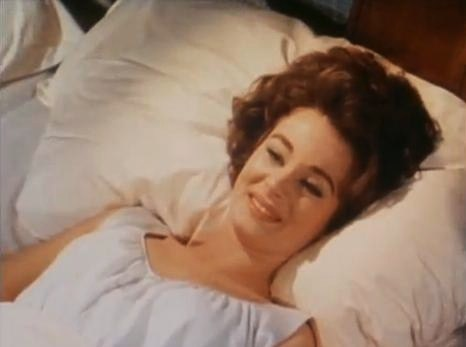
サンドラ・チャーチ

※日本語吹替（テレビ版）：初回放送1971年5月17日『月曜ロードショー』

## スタッフ
- 監督・製作：ジョージ・H・イングランド
- 原作：ウィリアム・J・レデラー、ユージン・バーディック
- 脚本：スチュワート・スターン
- 撮影：クリフォード・スタイン
- 編集：テッド・J・ケント
- 音楽：フランク・スキナー

### 日本語版
- 録音：番町スタジオ
- 制作：グロービジョン